# 雪あかりの町
「雪あかりの町」（ゆきあかりのまち）は、1972年1月25日にワーナー・パイオニア（現：ワーナーミュージック・ジャパン）から発売された小柳ルミ子の3枚目のシングルである。

## 収録曲
1. 雪あかりの町 （3'40"）
作詞：山上路夫／作曲：平尾昌晃／編曲：森岡賢一郎
2. ある晴れた日に （3'42"）
作詞：安井かずみ／作曲：平尾昌晃／編曲：森岡賢一郎